# Фрейзър Стодарт
Фрейзър Стодарт (на английски: Fraser Stoddart) е шотландско-американски химик, носител на Нобелова награда за химия за 2016 г. „за разработването и синтеза на молекулярни машини“.

## Биография
Роден е на 24 май 1942 година в Единбург, Великобритания. Завършва Единбургския университет, където през 1967 защитава и докторат. След това работи в Университета „Куинс“ (1967 – 1970), Шефилдския университет (1970 – 1990), Бирмингамския университет (1990 – 1997), Калифорнийския университет, Лос Анджелис (1997 – 2008) и Северозападния университет (от 2008).
Приносите му са в областта на надмолекулярната химия, като създава ефективни методи за синтезиране на механично свързани молекулни архитектури. Стодарт осъществява ключов напредък, като свързва молекулярен пръстен към пръчковидна структура, която играе ролята на ос, като използва свободата на пръстена за задвижването му по продължението на оста. При добавянето на топлина пръстенът започва да отскача напред-назад като миниатюрна совалка. Впоследствие той надгражда това откритие за построяването на множество молекулярни машини, сред които лифт, мускул, а в партньорство с други учени – и компютърен чип.
През 2016 година Стодарт, заедно с Жан-Пиер Соваж и Бен Феринга, получава Нобелова награда за химия за проектирането и създаването на най-малките машини в света – т.нар. молекулярни машини, които са хиляда пъти по-тънки от косъм. Те могат да се използват, за да се „вмъкват“ в човешкото тяло и да доставят необходими лекарства – например да се прилагат медикаменти директно върху ракови клетки. Този дял от нанотехнологиите може да служи и при разработването на нови, „умни“ материали.